# كراسنودون
كراسنودون هي مدينة من مدن أوكرانيا. يبلغ عدد سكانها 44283 نسمة وذلك حسب إحصائيات سنة 2013. تبلغ مساحتها 77.33 = كم².

## معرض صور

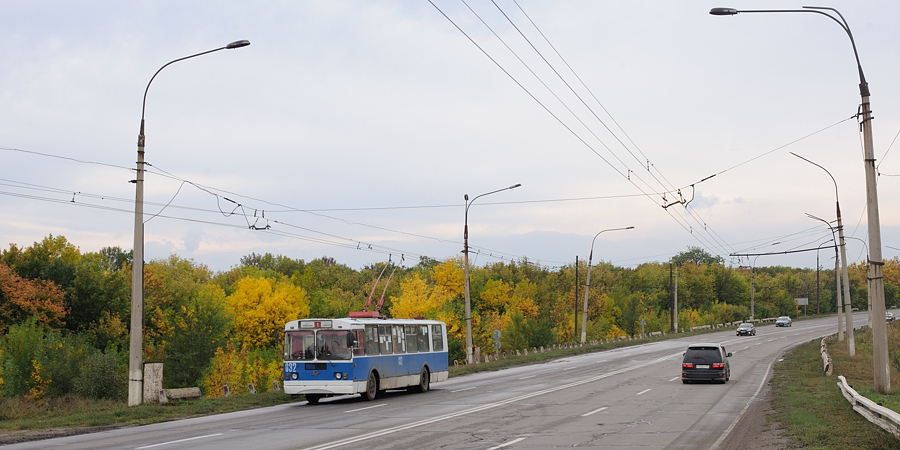
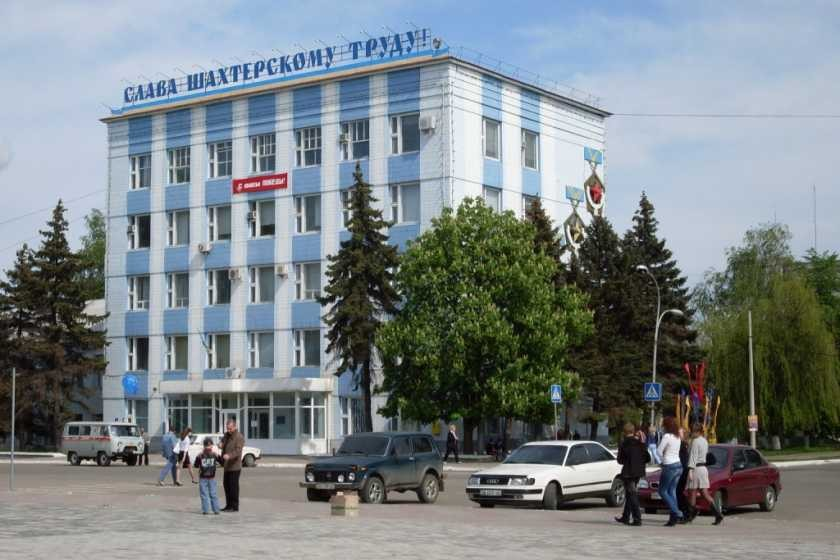
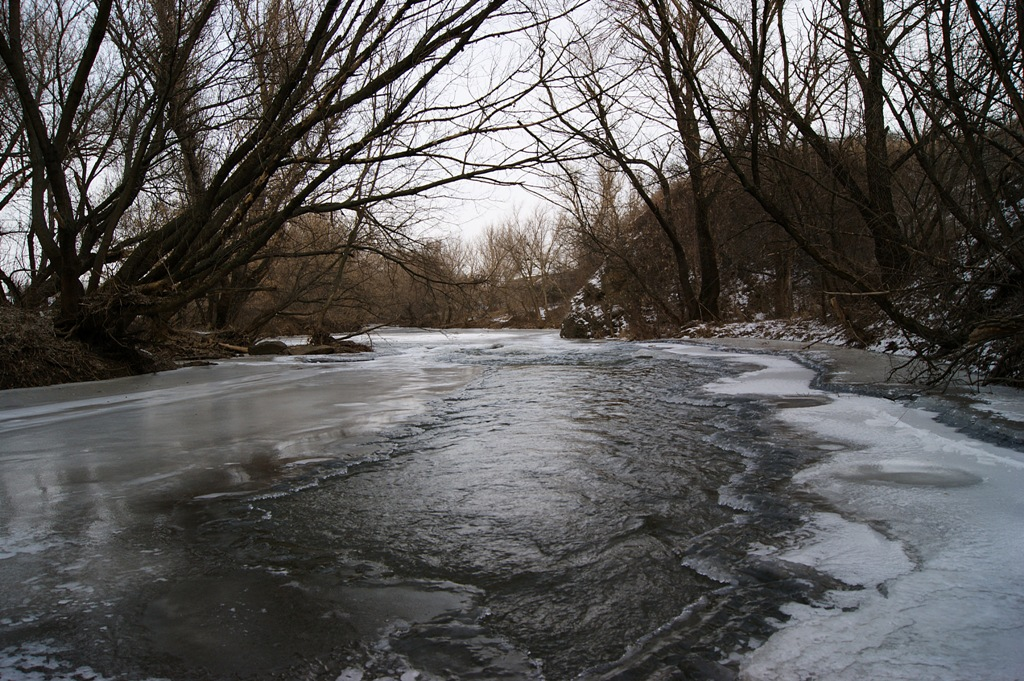

## أعلام
- دينيس بيرينتشيك
- إليونورا رومانوفنا
- سيرجي سمليك